# Литлтон (Илиноис)
Литлтон (енгл. Littleton) град је у америчкој савезној држави Илиноис.

## Демографија
По попису из 2010. године број становника је 181, што је 16 (-8,1%) становника мање него 2000. године.
| Група             | 2000.       | 2010.       |
| Белци             | 187 (94,9%) | 180 (99,4%) |
| Афроамериканци    | 2 (1,0%)    | 0 (0,0%)    |
| Азијати           | 0 (0,0%)    | 0 (0,0%)    |
| Хиспаноамериканци | 7 (3,6%)    | 1 (0,6%)    |
| Укупно            | 197         | 181         |